# So Good (álbum)
So Good es el segundo álbum de estudio de la cantante y compositora sueca Zara Larsson, y el primero en ser lanzado mundialmente el 17 de marzo de 2017 a través de las discográficas Epic Records y Ten Music Group. El álbum en principio fue programado para ser lanzado en junio de 2017 y luego en febrero de 2018, sin embargo, se retrasó para poder realizar modificaciones en varias de las canciones. So Good fue precedido por el lanzamiento digital de seis sencillos: «Lush Life», «Never Forget You», «Ain't My Fault», «I Would Like», «So Good» y «Symphony» y sucedido por «Don't Let Me Be Yours» y «Only You».

## Antecedentes y composición
| «Pop es todo, desde The Weeknd, hasta Taylor Swift, Beyoncé, Rihanna, y [mi álbum So Good es] una buena mezcla de todo. Hay algunas canciones muy soulful allí, pero también se encuentran canciones de temática electrónica, y también pop puro, canciones más oscuras con una vibración de trap». —Larsson, explicando el género de su álbum. |

So Good presenta canciones principalmente en un estilo pop, así como también varias canciones rítmicas y de baile incluyendo varias baladas. A la vez incorpora el R&B y tiene influencias del género house tropical.
Durante una entrevista con Idolator, Larsson confirmó que trabajó con el Dr. Luke. Durante una entrevista con la revista Billboard, Larsson reveló que trabajó en el proyecto junto al equipo de Max Martin, declaró: «Trabajé con tantas personas, junto a MNEK hemos escrito muchas otras canciones, con el equipo de Max Martin. No es el propio Max Martin, pero espero que la próxima vez sí, el equipo es realmente bueno, The Monsters & Strangerz, los aprecio tanto ... Y muchos otros compañeros talentosos, como R. City, Justin Tranter, tantas buenas personas. Con quienquiera que te encuentres, son como, acabo de escribir un No. 1 para esto o aquello. Todo el mundo tiene algo que presumir, que es lo que haría si escribiera tan buenas canciones». Larsson también trabajó con Stargate y Charlie Puth. Durante una entrevista con Digital Spy, Zara afirmó que todas las canciones del álbum fueron escritas y producidas por un equipo de producción diferente.

## Recepción

### Comentarios de la crítica
En general las críticas de So Good fueron positivas de distintas revistas y sitios web, entre ellas AllMusic y The Guardian, mientras que recibió una crítica no tan favorable del sitio web "Press Play Ok".
El reconocido sitio web AllMusic , le otorgó una buena calificación con cuatro estrellas de cinco. (...) Divertido y atractivo, Larsson hizo uno de los mejores álbumes pop de lo que va el 2017., y describiendo el álbum como "Divertido y atractivo".
Por lo contrario Cailin Russo de "Press Play Ok" no vio más allá del álbum, otorgándole solo dos estrellas sobre cinco, argumentando... So Good, no tiene nada en el que es tan bueno como Lush Life, y sólo hay lo suficiente para que Larsson pueda comandar el pop ´poco tiempo menos.
Nick Levine de la reconocida revista NME le otorgó una buena puntuación al álbum dándole cuatro estrellas sobre cinco, comentando: "Al igual que todas las buenas estrellas del pop, Larsson brilla aun cuando su material no llena las expectativas.

### Desempeño comercial
El álbum logró un gran recibimiento comercial en Europa y América del Sur. En Suecia alcanzó la primera posición del Sverigetopplistan con 40,000 copias vendidas en su país. En Nueva Zelanda debutó en la cuarta posición del conteo semanal de álbumes superando las 40,780 copias vendidas en su semana de estreno siendo el mejor posicionamiento de entrada en la semana. En Estados Unidos el álbum debutó en el número 26 del Billboard 200 con 17,000 copias vendidas en este país, también alcanzó el puesto número 15 en el Digital Albums con 36,800 descargas digitales y el número 18 del Top Album Sales con 9,200 copias puras del álbum.

## Promoción

### Sencillos
El 4 de junio de 2015, Larsson estrenó «Lush Life», el primer sencillo del álbum en Suecia y el 9 de junio del mismo año fue publicado para todo el mundo. El sencillo fue acompañado por dos vídeos musicales, el primer fue dirigido por Måns Nyman, mientras que el segundo fue dirigido por Mary Clerté. La canción se convirtió en un éxito mundial, llegando a posicionarse entre los primeros 10 lugares de las distintas listas musicales de varios países como en el Reino Unido, Australia, Alemania y España.
Luego del éxito de su primer sencillo, Larsson publicó «Never Forget You» el 22 de julio de 2015 como el segundo sencillo del álbum, encontrándose en Reino Unido en el formato de descarga digital. El vídeo musical del sencillo fue dirigido por Richard Paris Wilson, el cual fue estrenado el 17 de septiembre de 2015. La canción llegó a posicionarse entre los primeros 10 puestos en varios países, incluyendo el Reino Unido, Suecia, Dinamarca y Finlandia. A la vez fue el primer sencillo de Larsson y MNEK en ingresar en la lista Billboard 200 de Estados Unidos, llegando a alcanzar la posición número 13, en mayo de 2016. La canción recibió cuatro veces la certificación de platino en Suecia y en los Estados Unidos recibió dos veces la certificación de platino.
El 2 de septiembre de 2016, se lanzó «Ain't My Fault» como tercer sencillo del álbum. Su vídeo musical oficial fue dirigido por Emil Nava, el cual fue estrenado por medio de la cuenta Vevo de Larsson el 30 de septiembre de 2016. El sencillo logró ingresar en las primeras 20 posiciones de varios países como Australia, Reino Unido, Finlandia y Dinamarca. En Suecia logró alcanzar la posición número 1 de la lista musical Sverigetopplistan.
En un principio «I Would Like» fue publicado como un sencillo promocional el 11 de noviembre de 2016, pero más tarde se anunció que sería el cuarto sencillo del álbum. El 4 de diciembre de 2016, Larsson interpretó la canción en la versión británica del reality The X Factor en su decimotercera temporada. La canción llegó a alcanzar los primeros 10 puestos en varios países, incluyendo el Reino Unido e Irlanda.
El 27 de enero de 2017, «So Good» fue lanzado como el quinto sencillo del álbum, el cual es una colaboración con el rapero estadounidense Ty Dolla Sign. El video musical fue dirigido por Sarah McColgan, siendo estrenado el 3 de febrero de 2017 a través del canal Vevo de Larsson. El 7 de febrero del mismo año, ambos artistas interpretaron el sencillo en el programa The Ellen DeGeneres Show y repitieron la actuación musical en el programa The Wendy Williams Show el 23 de marzo de 2017. El sencillo logró ingresar entre las primeras 10 posiciones de la lista Sverigetopplistan en Suecia, donde recibió la certificación de oro por haber alcanzado el puesto número 7 de dicha lista.
Tiempo después, Larsson realizó un colaboración con Clean Bandit para publicar «Symphony» como el sexto sencillo del álbum, así como también el tercer sencillo del segundo álbum de Cleand Bandit. El video musical fue dirigido por Grace Chatto y Jack Patterson los líderes de la banda, el cual fue estrenado el 17 de marzo de 2017. El 18 de marzo del mismo año, realizaron su primera presentación musical en vivo en la versión británica del reality The Voice. La canción llegó a las primeras (1.º) posiciones de distintos países, siendo estos Australia, Finlandia, Alemania e Irlanda.  El sencillo alcanzó el puesto número uno en Noruega, el Reino Unido, Escocia y Suecia. Además de convertirse en el quinto número uno de Larsson en su país de origen, también le otorgó a Larsson su primer sencillo número uno en el Reino Unido.
El 12 de mayo de 2017, «Don't Let Me Be Yours», una canción compuesta por Larsson junto a Ed Sheeran, fue publicada como el séptimo sencillo del álbum. El video musical oficial fue estrenado el mismo día. La canción logró una mediana recepción en las listas musicales de Suecia, a diferencia de su álbum, ya que ambos se encontraban en la misma semana de estreno.
Finalmente el 11 de agosto de 2017, «Only You» fue publicado como el octavo sencillo de So Good. La canción llegó a posicionarse entre los primeros 5 lugares en Suecia y logró ingresar entre los primeros 40 lugares en la lista musical de Noruega.

## Lista de canciones
- Edición estándar

| N.º   | Título                             | Escritor(es) | Productor(es)                         | Duración |  |
| 1.    | «What They Say»                    | Marco Barerro · Mark Landon · Olivia Charlotte Waithe | MNEK                                  | 3:38     |  |
| 2.    | «Lush Life»                        | Emanuel Abrahamsson · Marcus Sepehrmanesh · Linnea Södahl · Fridolin Walcher · Christoph Bauss · Iman Conta Hultén                                        | Freedo · Shucko                       | 3:21     |  |
| 3.    | «I Would Like»                     | Zara Maria Larsson · James Abrahart · Alexander Izquierdo · Marcus Lomax · Stefan Johnson · Jordan Johnson · Oliver Peterhof · Karen Chin · Anthony Kelly | The Monsters & Strangerz · German     | 3:46     |  |
| 4.    | «So Good» (con Ty Dolla $ign)      | Larsson · Charles Puth Jr. · Danny Schofield · Tyrone William Gryffin Jr. · Jacob Kasher Hindlin · Gamal Lewis                                            | Danny Boy Styles                      | 2:46     |  |
| 5.    | «TG4M»                             | Joakim Haukkas · Sepehrmanesh · Södahl | Kid Joki                              | 2:52     |  |
| 6.    | «Only You»                         | Herbert Joakim Berg · Michel Flygare · Tobias Jimson · Petra Marklund · Sepehrmanesh                                                                      | Astma & Rocwell · Markus Sepehrmanesh | 3:42     |  |
| 7.    | «Never Forget You» (con MNEK)      | Larsson · Uzoechi Osisioma Emenike · Aaron Davey | MNEK · Astronomyy                     | 3:33     |  |
| 8.    | «Sundown» (con Wizkid)             | Larsson · Brian García · Tor Erik Hermansen · Mikkel Storleer Eriksen · Hindlin · Paul Shaouy · Ammar Malik                                               | Shaouy · García · Stargate            | 3:25     |  |
| 9.    | «Don't Let Me Be Yours»            | Larsson · Steve McCutcheon · Johnny McDaid · Edward Christopher Sheeran                                                                                   | Steve Mac                             | 3:19     |  |
| 10.   | «Make That Money Girl»             | Larsson · Ajay Bhattacharyya · Victor Kwesi Mensah · Kaj Erik Persson Hassle · Daniel Ladinsky · John Hill · Sepehrmanesh                                 | ST!NT · Hill                          | 3:18     |  |
| 11.   | «Ain't My Fault»                   | Larsson · Emenike · Sepehrmanesh | MNEK · Mike Spencer                   | 3:44     |  |
| 12.   | «One Mississippi»                  | Julia Michaels · Fred Ball | Ball                                  | 3:07     |  |
| 13.   | «Funeral»                          | Larsson · Jason Gill · Ana Margarita Aceves | Gill · Sepehrmanesh                   | 3:35     |  |
| 14.   | «I Can't Fall in Love Without You» | Christian Waltz · Hampus Lindvall · Jerker Hansson | Lindvall                              | 3:00     |  |
| 15.   | «Symphony» (con Clean Bandit)      | Jack Patterson · Malik · Ina Wroldsen · Larsson · McCutcheon                                                                                              | Clean Bandit                          | 3:34     |  |
| 50:31 |                                    | |                                       |          |  |

- Bonus Track[45]

| N.º   | Título                                    | Escritor(es)                                                              | Productor(es)                   | Duración |  |
| 16.   | «Ain't My Fault» (J Hus & Fred VIP Remix) | Larsson Emenike Sepehrmanesh                                              | MNEK Spencer                    | 3:31     |  |
| 17.   | «I Would Like» (Gorgon City Remix)        | Larsson Abrahart Izquierdo Lomax Johnson Peterhof Chin Kelly              | The Monsters & Strangerz German | 4:25     |  |
| 18.   | «This One's for You» (con David Guetta)   | David Guetta Giorgio Tuinfort Nick van de Wall Ester Dean Thomas Troelsen | Tuinfort Afrojack               | 3:28     |  |
| 62:12 |                                           |                                                                           |                                 |          |  |

## Posicionamiento en listas
| País           | Lista                   | Mejor posición |      |
| 2017           | 2017                    | 2017           | 2017 |
| -------------- | ----------------------- | -------------- | ---- |
| Alemania       | Offizielle Top 100      | 29             |      |
| Austria        | Ö3 Austria Top 40       | 28             |      |
| Australia      | ARIA                    | 7              |      |
| Bélgica        | Ultratop Flanders       | 19             |      |
| Bélgica        | Ultratop Wallonia       | 46             |      |
| Canadá         | Billboard               | 15             |      |
| Corea del Sur  | Gaon Album Chart        | 51             |      |
| Dinamarca      | Hitlisten               | 8              |      |
| Escocia        | Scottish Albums Chart   | 8              |      |
| España         | Spanish Albums Charts   | 29             |      |
| Estados Unidos | Billboard 200           | 26             |      |
| Finlandia      | Suomen virallinen lista | 6              |      |
| Francia        | SNEP                    | 68             |      |
| Irlanda        | IRMA                    | 4              |      |
| Italia         | FIMI                    | 81             |      |
| Japón          | Billboard Japan         | 45             |      |
| Japón          | Oricon                  | 51             |      |
| Noruega        | Norwegian Albums Chart  | 2              |      |
| Nueva Zelanda  | RMNZ                    | 9              |      |
| Países Bajos   | MegaCharts              | 7              |      |
| Polonia        | ZPAV                    | 47             |      |
| Portugal       | AFP                     | 48             |      |
| Reino Unido    | Official Charts Company | 7              |      |
| Suecia         | Sweden Albums Charts    | 1              |      |
| Suiza          | Schweizer Hitparade     | 15             |      |
| Taiwán         | Five Music              | 4              |      |

| País          | Lista                   | Mejor posición |      |
| 2017          | 2017                    | 2017           | 2017 |
| ------------- | ----------------------- | -------------- | ---- |
| Australia     | ARIA                    | 83             |      |
| Bélgica       | Ultratop Flanders       | 103            |      |
| Dinamarca     | Hitlisten               | 30             |      |
| Nueva Zelanda | RMNZ                    | 23             |      |
| Países Bajos  | MegaCharts              | 31             |      |
| Reino Unido   | Official Charts Company | 54             |      |
| Suecia        | Sweden Albums Charts    | 4              |      |

| País          | Lista                | Mejor posición |      |
| 2018          | 2018                 | 2018           | 2018 |
| ------------- | -------------------- | -------------- | ---- |
| Bélgica       | Ultratop Flanders    | 184            |      |
| Dinamarca     | Hitlisten            | 60             |      |
| Nueva Zelanda | RMNZ                 | 48             |      |
| Suecia        | Sweden Albums Charts | 22             |      |

| País      | Lista                | Mejor posición |      |
| 2019      | 2019                 | 2019           | 2019 |
| --------- | -------------------- | -------------- | ---- |
| Dinamarca | Hitlisten            | 84             |      |
| Suecia    | Sweden Albums Charts | 52             |      |

## Certificaciones
| País           | Organismo certificador | Certificación | Ventas certificadas | Simbolización | Ref.   |
| -------------- | ---------------------- | ------------- | ------------------- | ------------- | ------ |
| Australia      | ARIA                   | Oro           | 35 000              | ●             | [ 84 ] |
| Brasil         | Pro-Música Brasil      | Platino       | 40 000              | ▲             | [ 85 ] |
| Canadá         | Music Canada           | Platino       | 80 000              | ▲             | [ 86 ] |
| Dinamarca      | IFPI — Dinamarca       | Platino       | 20 000              | ▲             | [ 87 ] |
| Estados Unidos | RIAA                   | Platino       | 1 000 000           | ▲             | [ 88 ] |
| Finlandia      | Musiikkituottajat      | Platino       | 20 000              | ▲             | [ 89 ] |
| Noruega        | IFPI — Noruega         | 6x Platino    | 120 000             | ▲             | [ 90 ] |
| Nueva Zelanda  | RMNZ                   | Oro           | 7 500               | ●             | [ 91 ] |
| Países Bajos   | NVPI                   | Oro           | 20 000              | ●             | [ 92 ] |
| Reino Unido    | BPI                    | Oro           | 100 000             | ●             | [ 93 ] |
| Suecia         | GLF                    | 2x Platino    | 60 000              | ▲             | [ 94 ] |

## Historial de lanzamientos
| Región | Fecha               | Formato               | Discográfica | Ref.   |
| ------ | ------------------- | --------------------- | ------------ | ------ |
|        | 17 de marzo de 2017 | CD y descarga digital | Epic · TEN   | [ 1 ]  |
| Japón  | 3 de mayo de 2017   | CD                    | Sony Music   | [ 95 ] |

## Créditos y personal
| - James Abrahart – coros. - Chris Anokute – A&R. - Astma & Rocwell – ingeniería y producción. - Chris Athens – masterización. - Fred Ball – ingeniería, instrumentación y producción. - Atena Banisaid – A&R. - Andy Barnes – ingeniería. - Stephanie Benedetti – violín - Joakim Berg – guitarra - Ajay Bhattacharyya – programación de batería, programación de teclado y voces. - Anita Marisa Boriboon – dirección creativa. - James Boyd – viola. - Grace Chatto – violonchelo. - Clean Bandit – producción. - Rob Cohen – ingeniería. - Matt Colton – masterización. - DannyBoyStyles – producción. - Björn Engelmann – masterización. - Tom Fuller – asistente de ingeniería. - Brian "Peoples" García – producción. - Serban Ghenea – mezclador. - Jason Gill – ingeniería, instrumentación, producción y programación. - Dalia Glickman – A&R. | - Ola Håkansson – producción ejecutiva. - John Hanes – ingeniería de mezcla. - Jerker Hansson – coros. - Maria Hazell – coros. - Olivia Hessel – A&R. - John Hill – programación de batería, programación de teclado, producción y voces. - Garrett Hilliker – dirección de arte y diseño. - Dave Huffman – masterización. - Stefan Johnson – ingeniería. - Kid Joki – producción. - Kirsten Joy – coros. - Rob Kinelski – mezclador. - Zara Larsson – compositora, voz, artista principal y respaldo vocal. - Chris Laws – batería e ingeniería. - Kate Loesch – A&R. - Marcus Lomax – coros. - M-Phazes – piano y sintetizador. - Steve Mac – teclado, piano y producción. - Erik Madrid – mezclador. - Michelle Mancini – masterización. - Maria P. Marulanda – dirección de arte. - MNEK – batería, ingeniería, teclado, producción y voz. - The Monsters & Strangerz – ingeniería y producción. | - Liam Nolan – ingeniería. - Jesper Nordenström – piano. - Jack Patterson – mezclador, piano y sintetizador. - Luke Patterson – percusión. - Phil Paul – producción. - Jermaine Pegues – A&R. - Beatrice Philips – violín. - Dann Pursey – ingeniería. - Charlie Puth – producción. - Mark Ralph – mezclador - Marc Regas – fotografía. - Bart Schoudel – ingeniería y producción. - Ed Sheeran – respaldo vocal y guitarra. - Shuko – mezcladro y producción. - Drew Smith – asistente de ingeniería. - Linnea Sodahl – coros. - Mike Spencer – producción, mezclador y programador. - Phil Tan – mezclador. - Tross – bajo, coros, ingeniería, teclado, percusión, piano, producción y programador. - Ty Dolla $ign – voz. - Wizkid – respaldo vocal. - Bill Zimmerman – ingeniería |

Nota: Créditos adaptados a la edición estándar del álbum.